# Ulricehamn
Ulricehamn ( PRONÚNCIA) é uma cidade da província da Västergötland, na região de Gotalândia na Suécia.
É a sede da comuna de Ulricehamn, no condado da Västra Götaland.
Está situada na margem nordeste do lago Åsunden, a 25 quilômetros a nordeste da cidade de Borås. Tem 7,45 quilômetros quadrados. Segundo censo de 2018, havia 11 219 habitantes. 